# Super (album des Pet Shop Boys)
Pour les articles homonymes, voir Super.
Albums de Pet Shop Boys
Electric
(15 juillet 2013)

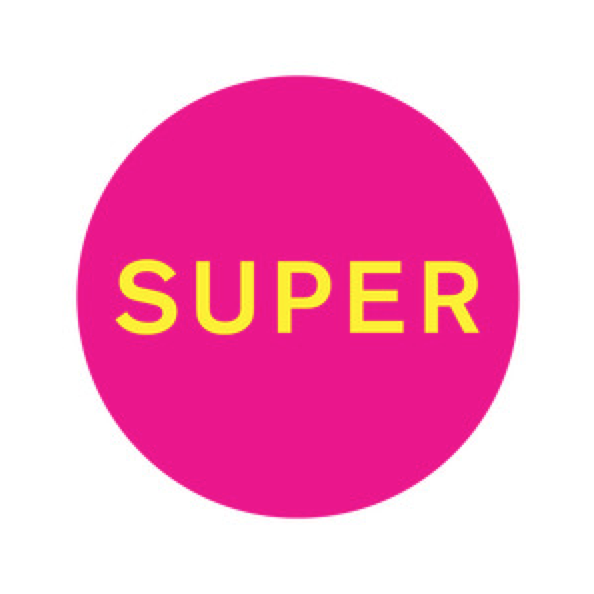
Cover de l'album "Super" des Pet Show Boys

Super est le treizième album des Pet Shop Boys sorti le 1er avril 2016 sur leur propre label x2 via Kobalt Label Services. L'album est disponible en vinyle, en CD et en téléchargement numérique.

## Présentation
La sortie d'un nouvel album fut annoncé le 21 janvier 2016 sur leur site et sur leurs pages sur divers réseaux sociaux. Le jour même, l'album était disponible en pré-commande sur l'iTunes Store et ceux qui pré-commandaient cet album pouvait télécharger en exclusivité la piste Inner Sanctum. Le duo a également annoncé que quatre concerts au Royal Opera House étaient prévus pour juillet 2016. Le 23 mars, le titre Happiness fut également révélé.
La sortie de l'album fut précédé par l'apparition du single The Pop Kids le 18 mars sur lequel se trouve également deux titres exclusifs :  In Bits et One-Hit Wonder, ainsi que suivi d'une version contenant des remixes du titre principal.
| 1.    | Happiness            | 04:04 |
| 2.    | The Pop Kids         | 03:55 |
| 3.    | Twenty-something     | 04:22 |
| 4.    | Groovy               | 03:29 |
| 5.    | The Dictator Decides | 04:50 |
| 6.    | Pazzo!               | 02:44 |
| 7.    | Inner Sanctum        | 04:18 |
| 8.    | Undertow             | 04:15 |
| 9.    | Sad Robot World      | 03:18 |
| 10.   | Say It to Me         | 03:08 |
| 11.   | Burn                 | 03:53 |
| 12.   | Into Thin Air        | 04:17 |
| 46:33 |                      |       |